# Polycarpaea arida
Polycarpaea arida är en nejlikväxtart som beskrevs av L. Pedley. Polycarpaea arida ingår i släktet Polycarpaea och familjen nejlikväxter. Inga underarter finns listade i Catalogue of Life.